# 華芸科技
華芸科技股份有限公司（英語：ASUSTOR Inc.）由華碩電腦直接投資成立於2011年8月，是一家提供網路儲存設備（NAS）的公司，專注於NAS的設計及相關軟體、軔體、硬體研發及整合。

## 歷史
2011年8月，華碩電腦直接投資成立華芸科技。
2012年11月15日，華芸科技宣布於facebook成立官方中文粉絲專頁（www.facebook.com/ASUSTOR.TW）及英文粉絲專頁（www.facebook.com/ASUSTOR.INC）。
2013年5月21日，華芸科技宣布成立專為NAS產品架設的官方討論區（forum.asustor.com）。
2014年8月19日，華芸科技宣布NAS全系列產品保固年限由二年全部延長為三年。

## 外部連結
- ASUSTOR 華芸中文官方討論區 （页面存档备份，存于）
- ASUSTOR News Release （页面存档备份，存于）
- ASUSTOR Inc.華芸科技的Facebook專頁
- ASUSTOR Inc.的Facebook專頁
- 華芸科技的X（前Twitter）
- YouTube上的ASUSTOR TV頻道
- 华芸_Asustor的新浪微博